# 29. november
29. november je 333. dan leta (334. v prestopnih letih) v gregorijanskem koledarju. Ostaja še 32 dni.

## Dogodki
- 1223 – papež Honorij III. potrdi pravila Frančiškovega reda
- 1781 – Jožef II. Habsburško-Lotarinški razpusti samostane, ki se ne morejo preživljati sami
- 1830 – začetek poljske vstaje proti Rusiji
- 1932 – Francija in Sovjetska zveza podpišeta pakt o nenapadanju
- 1939 – ZSSR in Finska prekineta diplomatske odnose
- 1943 – drugo zasedanje AVNOJ-a v Jajcu → ustanovitev NKOJ-a
- 1945 – ustavodajna skupščina odpravi monarhijo in razglasi FLRJ
- 1947 – OZN objavi načrt o delitvi Palestine
- 1956 – oddajati začne TV Zagreb
- 1963 – Predsednik ZDA Johnson ustanovi komisijo za preiskavo atentata na Johna F. Kennedyja.
- 1962 – Francija in Združeno kraljestvo se sporazumeta o izdelavi nadzvočnega letala Concorde
- 1990 – Varnostni svet OZN potrdi uporabo vojaške sile proti Iraku, če se do 15. januarja 1991 ne umakne iz Kuvajta

## Rojstva
- 1206 – Béla IV., madžarski kralj († 1270)
- 1293 – Matilda Hainauška, ahajska kneginja († 1331)
- 1329 – Ivan I., vojvoda Spodnje Bavarske († 1340)
- 1338 – Lionel Antwerp, angleški princ, grof Ulster († 1368)
- 1766 – Maine de Biran, francoski filozof († 1824)
- 1795 – Andrej Bernard Smolnikar, slovenski utopist († 1869)
- 1797 – Gaetano Donizetti, italijanski skladatelj († 1848)
- 1802 – Wilhelm Hauff, nemški pesnik, pisatelj († 1827)
- 1803 –

- Christian Andreas Doppler, avstrijski matematik, fizik († 1853)
- Gottfried Semper, nemški arhitekt, umetnostni zgodovinar († 1879)

- 1840 – Rhoda Broughton, valižanska pisateljica († 1920)
- 1874 – António Caetano de Abreu Freire Egas Moniz, portugalski nevrolog, nobelovec 1949 († 1955)
- 1891 – Stane Vidmar, slovenski telovadec in industrialec, († 1957
- 1902 – Carlo Levi, italijanski pisatelj, slikar, novinar judovskega rodu († 1975)
- 1921 – France Balantič, slovenski pesnik († 1943)
- 1922 – Dušan Radović, srbski pesnik, pisatelj in novinar († 1984)
- 1932 – Jacques Chirac, francoski predsednik († 2019)
- 1949 – Aleksander Godunov, rusko-ameriški baletnik († 1995)
- 1953 – Vlado Kreslin, slovenski glasbenik

## Smrti
- 1031 – Al-Kadir, abasidski kalif (* 947)
- 1039 – Adalbero, koroški vojvoda in mejni grof Verone (* 980)
- 1170 – Tomaž Becket, canterburyjski nadškof, mučenec in svetnik (* 1118)
- 1198 – Al-Aziz Osman, egiptovski sultan (* 1171)
- 1253 – Oton II. Wittelsbaški, bavarski vojvoda, pfalški grof (* 1206)
- 1268 – papež Klemen IV.
- 1314 – Filip IV. Lepi, francoski kralj (* 1268)
- 1318 – Heinrich Frauenlob, nemški pesnik
- 1330 – Roger Mortimer, angleški regent, 1. grof March (* 1287)
- 1342 – Mihael iz Cesene, italijanski teolog, frančiškanski general (* 1270)
- 1378 – Karel IV., cesar Svetega rimskega cesarstva, češki kralj (* 1316)
- 1393 – Leon V., kralj Kilikijske Armenije iz hiše Lusignanskih (* 1342)
- 1590 – Philipp Nikodemus Frischlin, nemški jezikoslovec, pesnik (* 1547)
- 1643 – Claudio Monteverdi, italijanski skladatelj, violinist, pevec (* 1567)
- 1766 – Stanislav Leščinski, poljski kralj (* 1677)
- 1780 – Marija Terezija, avstrijska cesarica (* 1717)
- 1813 – Giambattista Bodoni, italijanski tiskar (* 1740)
- 1881 – Janez Bleiweis, slovenski politik, pisec, urednik (* 1808)
- 1924 – Giacomo Puccini, italijanski skladatelj (* 1858)
- 1931 – Frančišek Borgia Sedej, slovenski nadškof (* 1854)
- 1939 – Philipp Scheidemann, nemški državnik (* 1865)
- 1948 – Igo Gruden, slovenski pesnik, pravnik (* 1893)
- 1954 – Enrico Fermi, italijansko-ameriški fizik, nobelovec 1938 (* 1901)
- 1986 – Cary Grant, angleško-ameriški filmski igralec (* 1904)
- 2009 – Jerneja Perc, slovenska atletinja (* 1971)
- 2023 – Henry Kissinger, ameriški politik in diplomat (* 1923)

## Prazniki in obredi
- dan republike (SFRJ)